# Oulmès
Oulmès (en arabe : ولماس, en berbère : ⵓⵍⵎⴰⵙ ou Ulmas) est une commune  située dans la chaîne du Moyen Atlas à une altitude de 1 200 mètres.  Elle fait partie de la province de Khémisset (Région de Rabat-Salé-Kénitra), et couvre une superficie de 68 600 hectares, dont 53 % sont couverts de forêts composées principalement de chêne-liège, chêne vert, de thuya, de Genévrier de Phénicie. La commune est située à 160 km de Rabat et de 100 km de Fès et Meknès.

## Toponymie
Étymologiquement, le nom d'Oulmès vient du berbère ulma-s qui signifie littéralement « sa sœur ».

## Population
Selon le recensement national de 2014, la population de la commune compte 18 706 personnes, soit 3,78 % de la population de Khémisset.  Sur les vingt dernières années, la population de la commune reste stable, avec 4 780 familles d’une moyenne de quatre personnes par famille. Sur la même période, la commune accueille 581 nouvelles familles. 

## Économie
Outre sa richesse forestière, la région d'Oulmès est une zone riche en eau, grâce à sa proximité de zones qui connaissent des chutes de neige importantes. Des études spécialisées de la région ont révélé l'existence de nappes souterraines relativement profondes. Le réseau d’eau de la commune d’Oulmès est constitué de trois vallées : la vallée Axexo dans le sud, ainsi que la vallée de Boulehmayel (qui est l’affluent basique de la vallée du Bouregreg) et puis, Tnos à l'ouest. Trois eaux minérales « Lalla Haya », « Sidi Ali » et « Ain Sidi Hammou Akmam » sont exploitées par la société des eaux d’Oulmès.
La superficie de terres fertiles à Oulmès est de 28 %, dont 27 % sont des terres de cultures pluviales (non irriguées), tandis que la superficie restante de terres irriguées est presque inexistante (<1 %). En outre, les propriétés agricoles sont généralement situées au milieu de forêts. La commune dépend d’une culture saisonnière qui s'étend chaque année sur près de 18 000 hectares de terres fertiles. À côté de cette agriculture traditionnelle, la commune abrite deux exploitations modernes « Arbor et Baâ » qui se distinguent par la qualité de leur production de pommes et autres fruits.
La renaissance de Al Khouzama (lavandin) introduite au début des années 50 connaît un regain d’intérêt à Oulmès. Elle s’étend sur une superficie de 1 600 ha avec un rendement moyen de 5 Qx/ha en fleurs séchées et 2,5 % MS en huile essentielle. La production annuelle en fleurs séchées est de 800 tonnes. Le lavandin est bien adapté aux conditions pédoclimatiques de la région montagneuse d’Oulmès, où il est représenté par au moins trois clones qui se différencient par les dates de floraison et la couleur des fleurs.
Une race locale ovine et une bovine, menacée d'extinction, portent le même nom qu'Oulmès. L'écosystème d'Oulmès est aussi menacé par l'érosion, le surpâturage, la destruction des bois, la monoculture de céréales et l'utilisation abusive d'engrais et de pesticides ainsi qu'une exploitation des eaux souterraines à des fins commerciales.
La Société des eaux minérales d’Oulmès y embouteille l'eau minérale gazeuse naturelle « Oulmès » et la Sidi Ali. L'activité de la société, filiale du groupe Holmarcom, concerne le captage, la production et l'embouteillage.

## Climat
Son climat est continental, c’est-à-dire froid l’hiver, et chaud l’été. La pluviométrie annuelle moyenne est de 660 mm. La moyenne annuelle de température varie entre 5 °C l’hiver et 38 °C en été. La région d’Oulmès connait des vagues de froid et de gelée, en plus de chutes de neige et des vagues de canicule et de sécheresse.
Jusqu’au XIXe siècle, la région d’Oulmès est peuplée par deux grandes tribus, « Les Zains » et les « Ait Abbou », le tout dans une large autonomie vis-à-vis du pouvoir central. La région connaitra un premier essor au début de la période du protectorat français, avec la découverte de minerai en 1917, et la source d’eau minérale, dite « Oulmès ». Plus tard, la commune d’Oulmès sera créée officiellement par décret du 4 août 1973.

## Personnalités
Oulmès est la ville natale de Mahjoubi Aherdane, fondateur du Mouvement populaire; Mohamed Chrourou Ingénieur topographe de son état, Président de la Commune d'Oulmès, élu pour la première fois en 2009 et réélu en 2015. Il est également député de la circonscription Khémisset-Oulmès depuis 2007. De 2017 à 2019, il a été à la tête du Groupe Parlementaire du Parti authenticité et modernité. En 2019, il est élu au poste de Questeur du parlement. Ancien haut fonctionnaire et spécialiste du foncier et de la Montagne, il a été directeur du cadastre au sein de la conservation générale du royaume. Il exerce également dans le privé et est élu deux fois par ses confrères à  la tête de l’Ordre des topographes du Maroc.
Mohamed Laqhila, né à Oulmès en 1959 : Homme politique français. Député des Bouches-du-Rhône

## Galerie

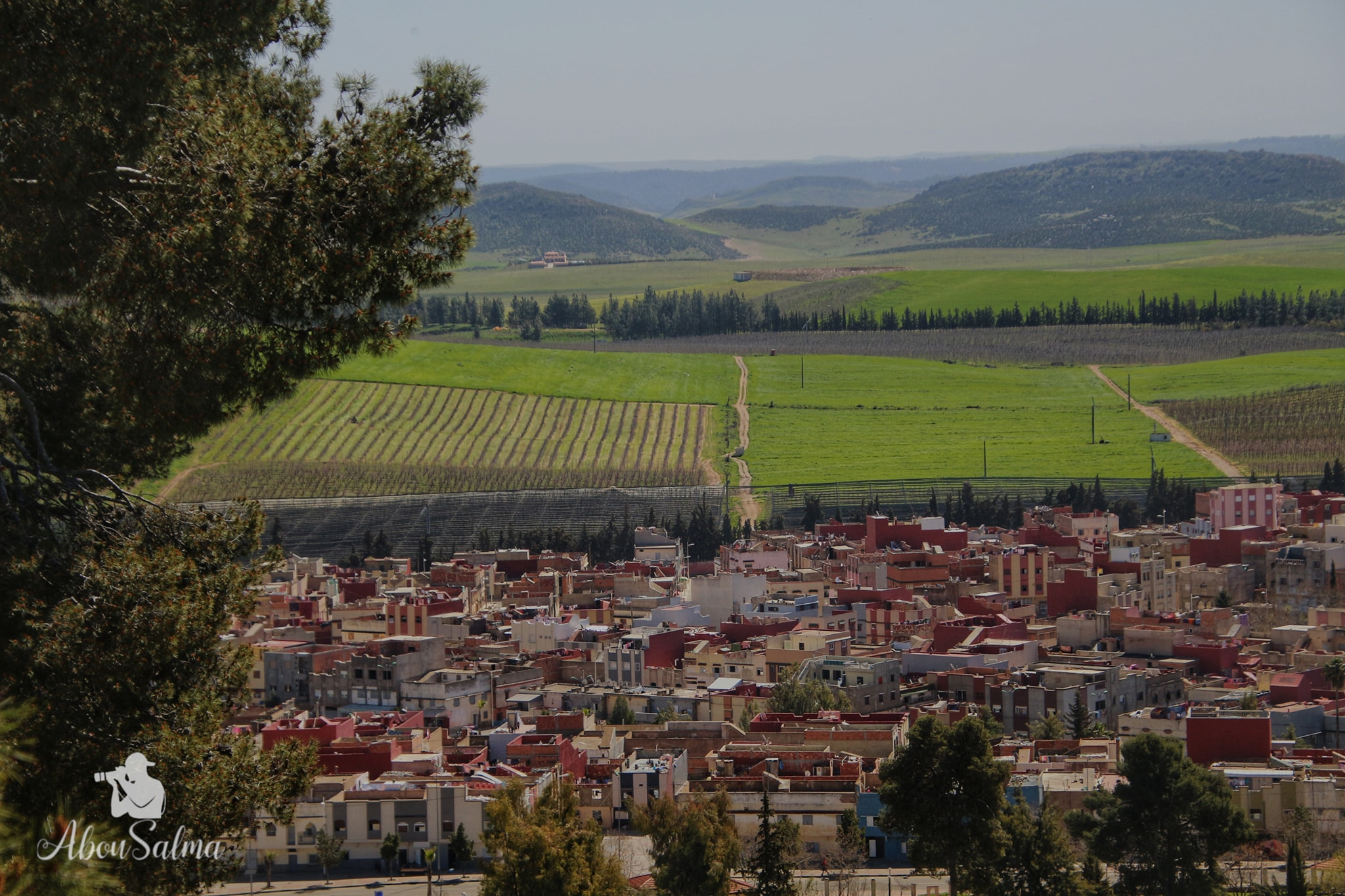
Vue panoramique sur Oulmès
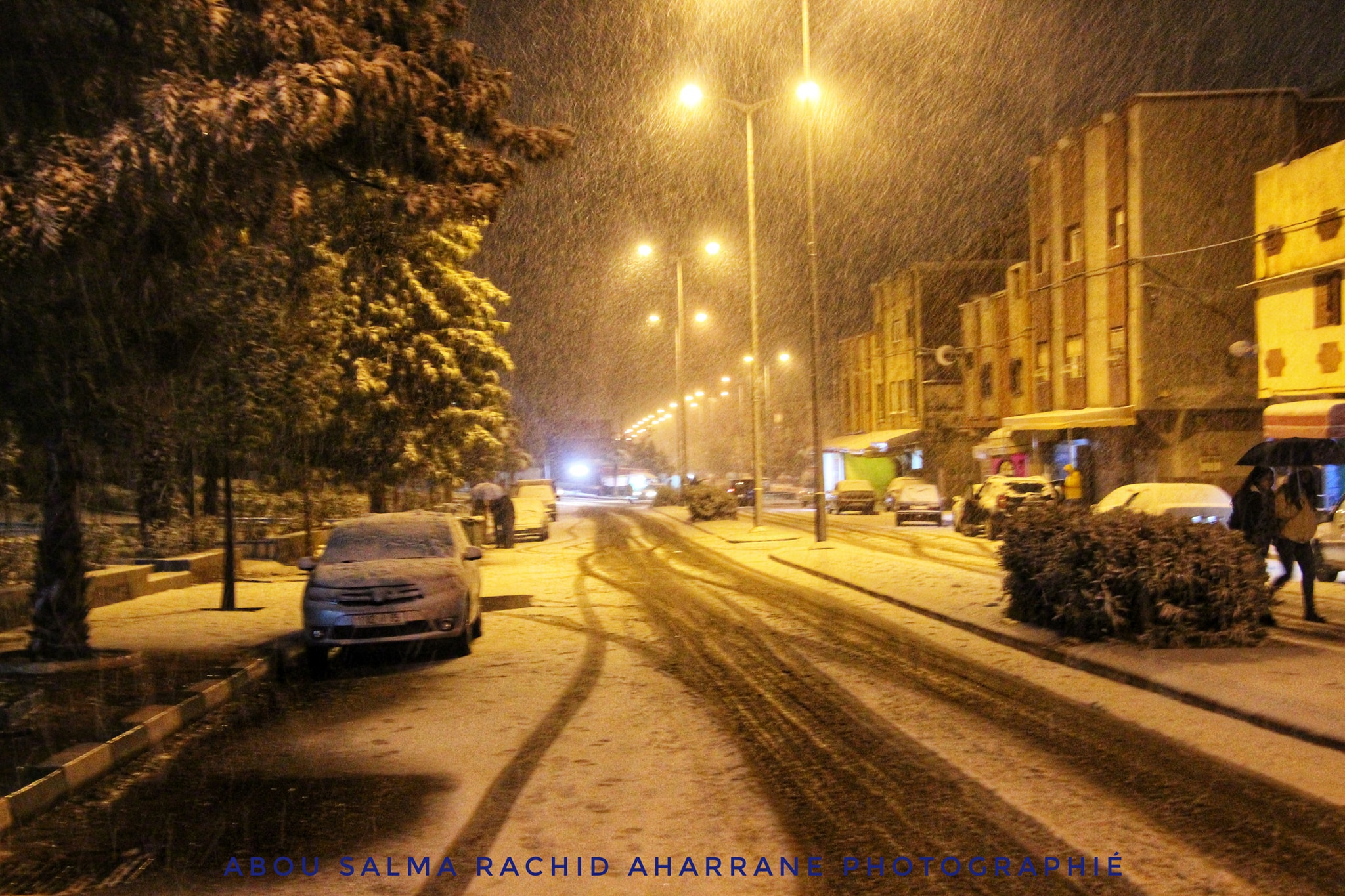
Oulmès sous la neige
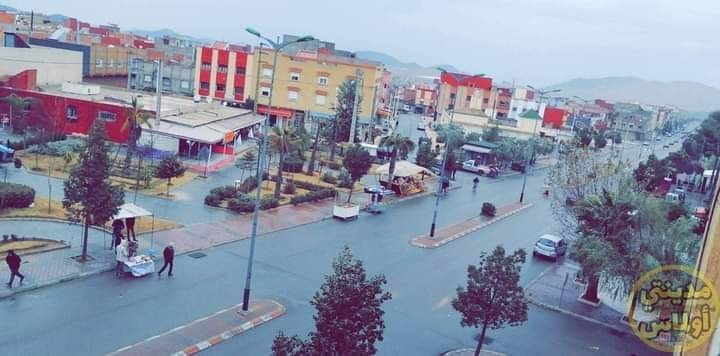
Le boulevard principal
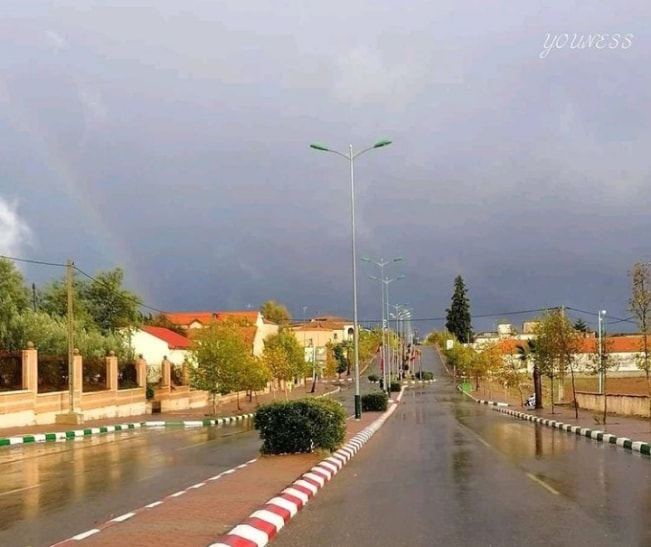
Entrée de la route de Khémisset
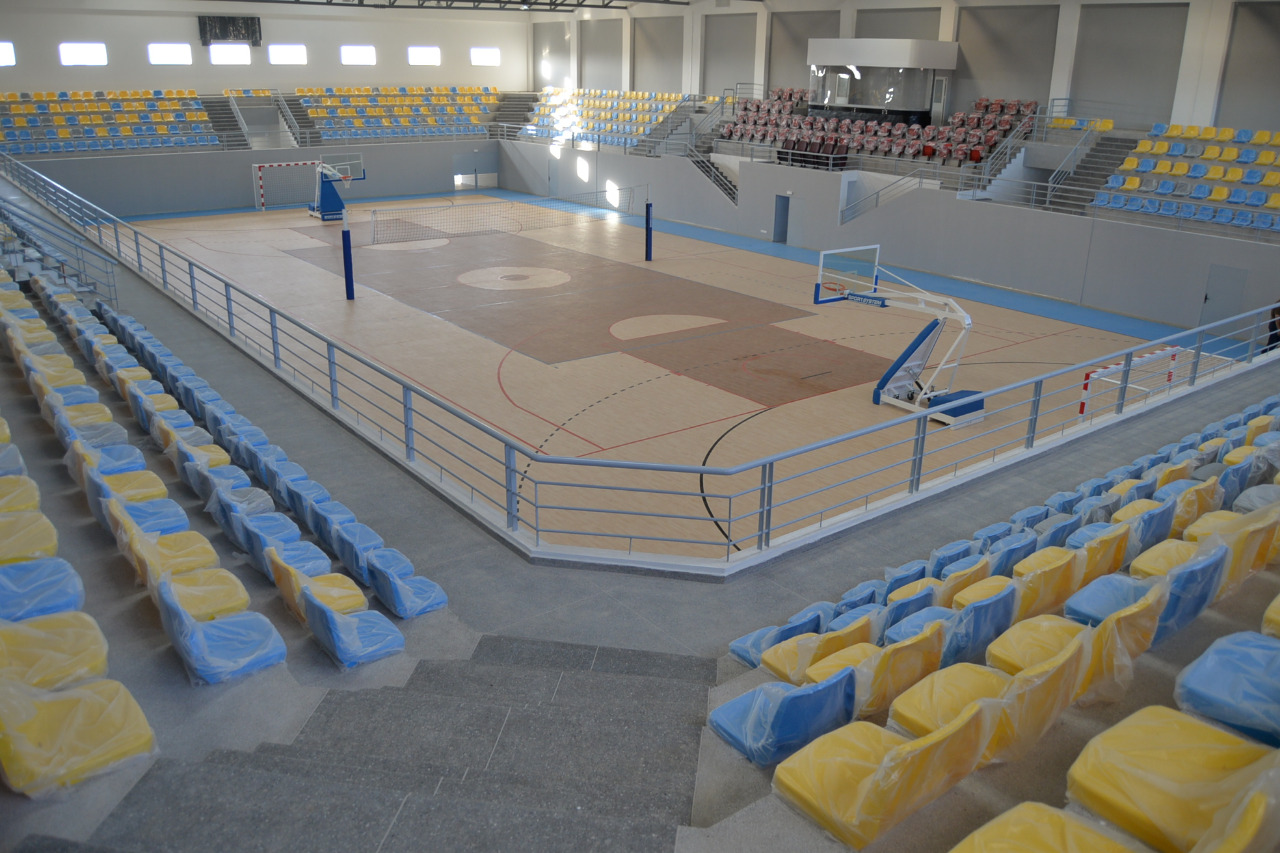
Salle omnisports de la commune d'Oulmes
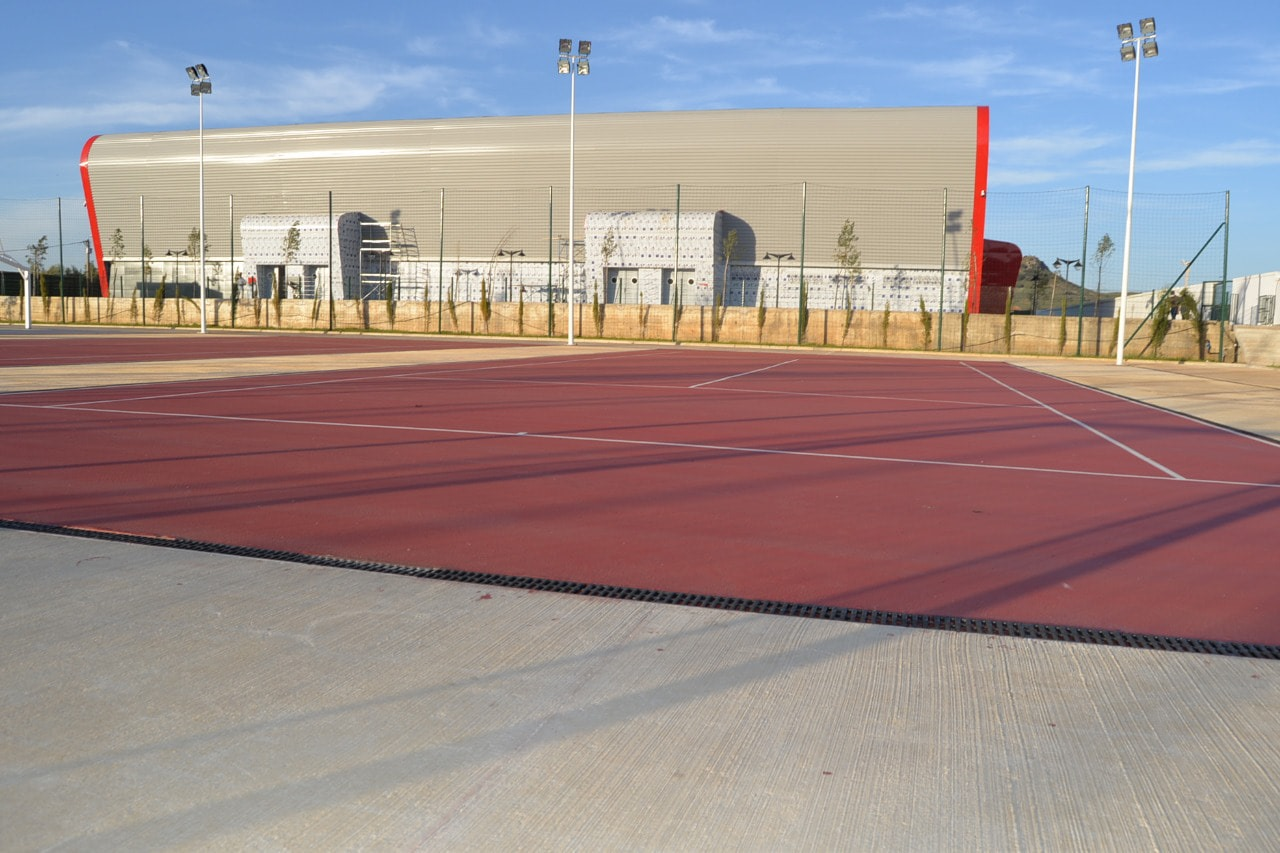
Le village sportif
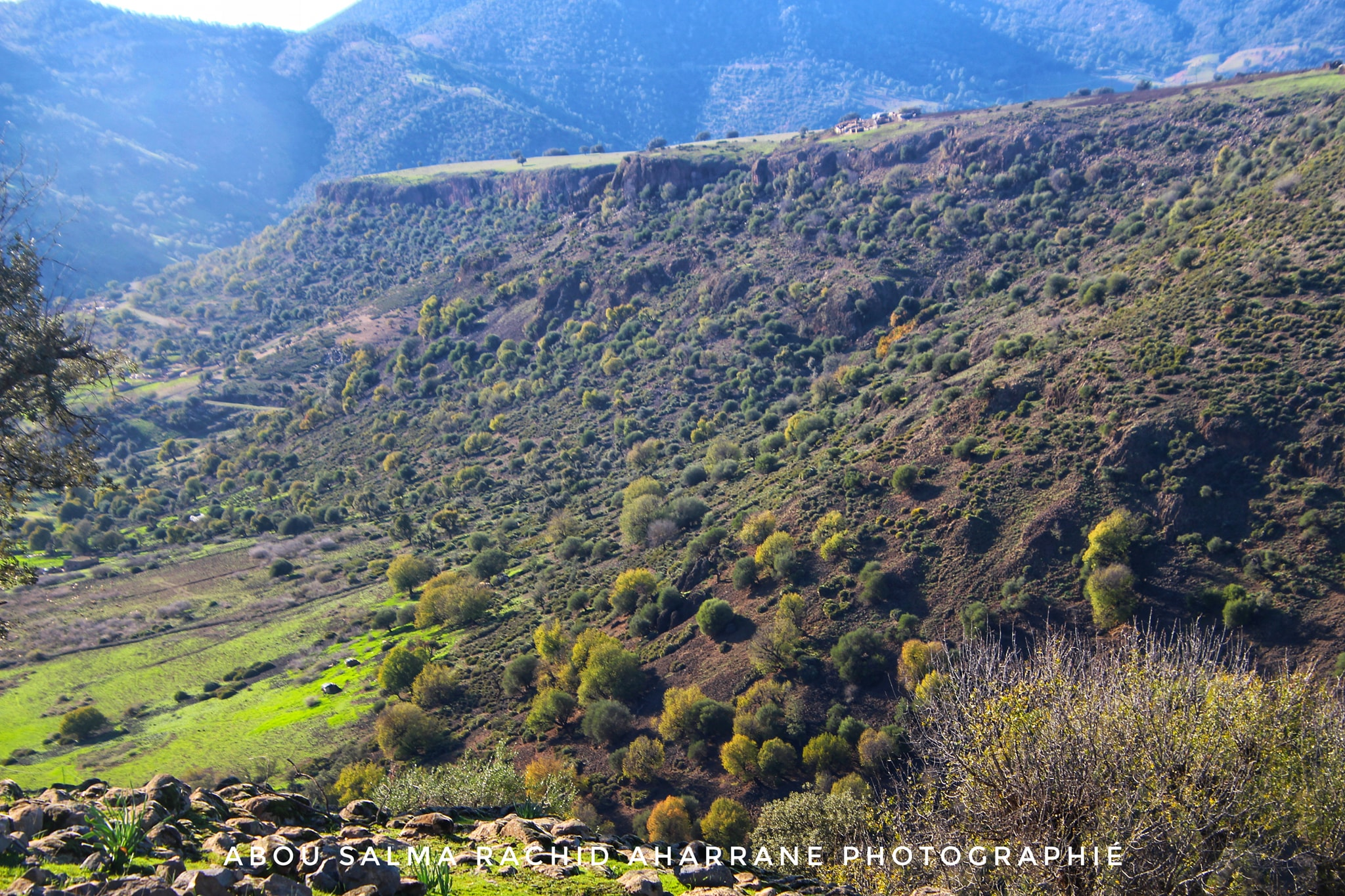
Plateau de Oulmès
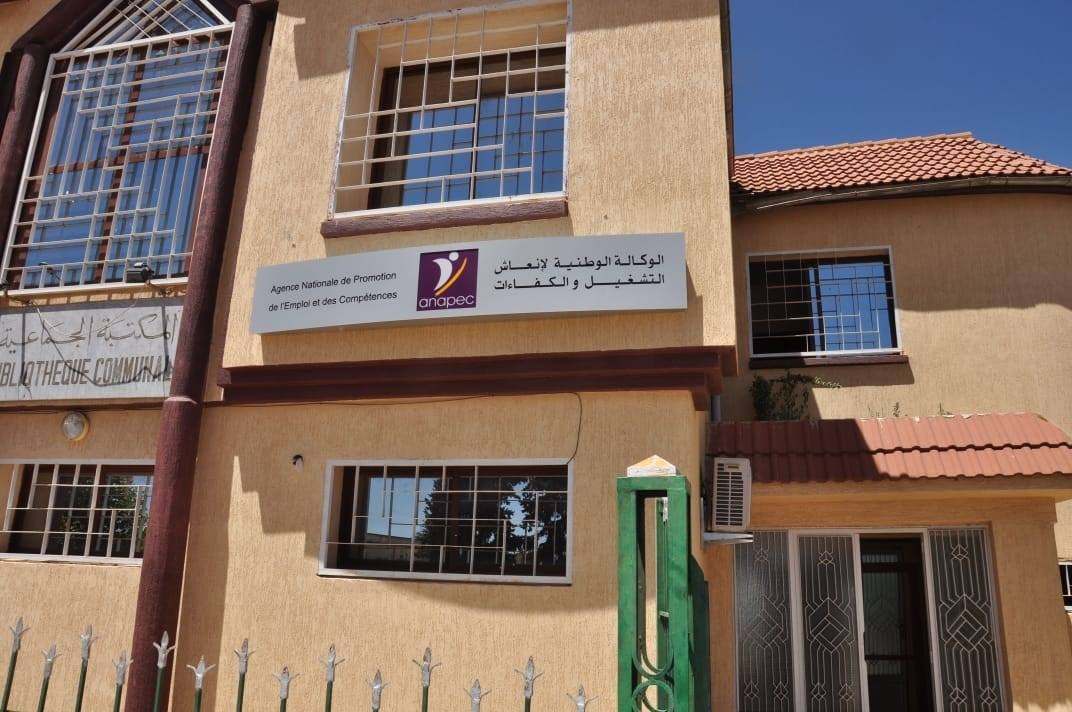
Agence ANAPEC de Oulmès
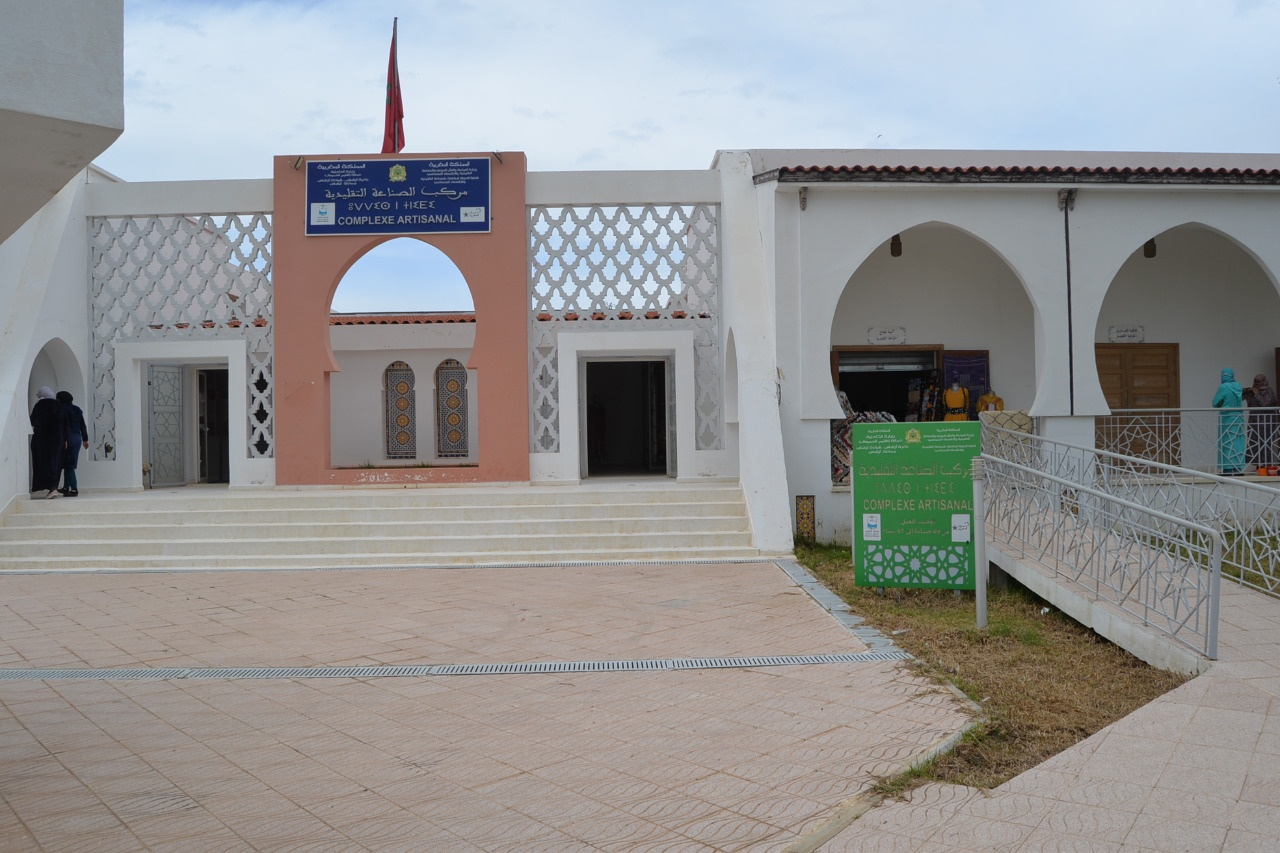
Complexe artisanal